# Betsy Randle
Betsy May Randle (24 de junio de 1950) es una actriz estadounidense conocida por su papel como Amy Matthews en Boy Meets World el cual duró siete temporadas. Creció a las afueras de Glenview. Es graduada por la New Trier High School y la University of Kansas. Está casada con el editor de cine John Randle y tienen dos hijos, Aaron y Jessica. Randle y su familia viven en Ojai, California.

## Créditos
- Family Ties (1989) episodio en 2 partes: All in the Neighborhood, como Nancy
- Home Improvement (1992–1993) como Karen Kelly
- Boy Meets World (1993–2000) como Amy Matthews
- H-E Double Hockey Sticks (1999) *desacreditado*
- Urban Mythology (2000) como Carol Simpson
- The Nightmare Room (2001) como Dylan's mother
- The Beat (2003) como Marie Bernard
- Charmed (2004) como Sra. Winterbourne
- Girl Meets World (2014-2017) como Amy Matthews